# Etsha 6
Etsha 6 est une ville du Botswana.